# Gerald Fitzgerald (prete)
Padre Gerald Fitzgerald, nome completo Gerald Michael Cushing Fitzgerald (Framingham, 29 ottobre 1894 – 28 giugno 1969), è stato un presbitero statunitense.
Iniziò il suo ministero presso l'Arcidiocesi di Boston. Ha fondato la congregazione dei Servi del Paraclito.

## Biografia

### Primi anni di vita e carriera
Fitzgerald è nato a Framingham, nel Massachusetts, da Michael Edward e Mary Elizabeth Brassil Fitzgerald; era il secondo di otto figli. Dopo la laurea alla Weymouth High School si è iscritto al Boston College. Nel 1916 Fitzgerald entrò nel Seminario di St. John a Brighton, Massachusetts, e il 21 maggio 1921 fu ordinato sacerdote per l'Arcidiocesi di Boston nella Cattedrale della Santa Croce. Ha iniziato il suo ministero come parroco nell'Arcidiocesi cattolica di Boston, dove ha prestato servizio per dodici anni.
Nel novembre del 1933 Fitzgerald entrò nella Congregazione della Santa Croce. Dopo un anno al noviziato di St. Joseph, St. Genevieve, nella provincia del Québec, Canada, emise la sua prima professione di voti l'8 dicembre 1934. Nel 1936 Fitzgerald fu nominato superiore del seminario. Mentre con la Congregazione della Santa Croce, padre Gerald ha scritto "Juxta Cruem" la vita di padre Basil Moreau, fondatore della Congregazione di Santa Croce.

### Centro di ritiro per preti in difficoltà
Mentre era un membro della Santa Croce padre Gerald Fitzgerald sviluppò una visione di una comunità religiosa la cui missione sarebbe stata quella di servire i bisogni dei sacerdoti e dei membri di altri ordini religiosi che stavano lottando contro problemi come il mantenimento del celibato, l'abuso di alcol e l'abuso di sostanze stupefacenti. Fitzgerald ha raccontato di essere stato ispirato da un'esperienza in cui un indigente si è presentato alla sua porta in cerca di assistenza. Fitzgerald gli diede aiuto e fu profondamente commosso quando l'indigente disse, mentre stava andando via, "ero un prete". Fitzgerald ha riferito di essere stato colpito dal fatto che l'uomo aveva rinunciato alla sua vocazione e che nulla era stato fatto per riabilitarlo.
Quando Fitzgerald ha presentato una richiesta a uno sponsor che gli avrebbe fornito un luogo in cui collocare il suo nuovo ordine religioso l'arcivescovo Edwin V. Byrne di Santa Fe è stata l'unica persona che ha risposto. Fitzgerald accettò e si mosse rapidamente, acquistando 2 000 acri (8,1 km²) nel Jemez Springs. Fondò lì la congregazione dei Servi del Paraclito (Servants of the Holy Paraclete) nel 1947. La prima comunità venne chiamata "Via Coeli".
Alla fine riuscì a gestire ben 23 centri di questo tipo in tutto il mondo. Più tardi una mezza pensione fu allestita nella Valle del Sud di Albuquerque, e altri centri furono stabiliti a St. Louis e nel Gloucestershire, in Inghilterra.
L'approccio terapeutico di Fitzgerald era focalizzato sulla guarigione spirituale basandosi sulla sua convinzione che un'intensa preghiera poteva portare ai cambiamenti necessari nel comportamento del prete. Nell'affrontare l'alcolismo, per esempio, si oppose agli Alcolisti Anonimi.

### Trattamento di sacerdoti che hanno commesso abusi sessuali
Sebbene Fitzgerald avesse dato il via ai Servi del Paraclito per aiutare i sacerdoti che stavano affrontando problemi di abuso di alcool e sostanze stupefacenti ha presto iniziato a ricevere sacerdoti che avevano abusato sessualmente di minori. Inizialmente Fitzgerald tentò di trattare questi preti usando gli stessi metodi spirituali che usava con i suoi altri "ospiti". Nel 1948 Fitzgerald aveva stabilito una politica in base alla quale si rifiutava di prendere sacerdoti sessualmente attratti dai giovani. In una lettera inviata a un prete nel 1948 Fitzgerald disse: "Ora è una politica fissa della nostra casa rifiutare casi di problemi che comportano anomalie legate alla sfera sessuale". La politica è stata modificata, probabilmente su insistenza dei vescovi, perché le lettere di padre Gerald rivelano che aveva effettivamente offerto aiuto a diversi preti con problemi sessuali negli anni tra il 1948 e la sua morte nel 1969. Nel 1957 Fitzgerald scrisse dell'intenzione della congregazione di smettere di prendere molestatori sessuali: "L'esperienza ci ha insegnato che questi uomini sono troppo pericolosi per i bambini della parrocchia e del vicinato perché noi possiamo essere considerati non colpevoli nel riceverli qui".
Nonostante la riluttante accettazione di preti che avessero commesso abusi sessuali Fitzgerald divenne sempre più convinto che tali preti non potevano essere curati, non ci si poteva fidare di loro per il mantenimento del celibato e dovevano essere laicizzati anche contro la loro volontà.
Inoltre Fitzgerald si oppose con veemenza al ritorno degli abusanti sessuali ai doveri come parroci. Sebbene alcuni vescovi rifiutassero di assumere sacerdoti sessualmente abusivi sulla base del rifiuto di Fitzgerald di raccomandarli per i doveri parrocchiali, altri ignorarono il consiglio di Fitzgerald. In generale sembra che i vescovi abbiano scelto di ignorare le raccomandazioni di Fitzgerald, preferendo affidarsi al parere di esperti medici e psicologici.

#### Avvertimenti alla gerarchia della Chiesa
Nei due decenni successivi Fitzgerald scrisse regolarmente ai vescovi negli Stati Uniti e ai funzionari vaticani, incluso il papa, della sua opinione che molti sacerdoti che avevano commesso abusi sessuali non potevano essere curati e che dovevano essere immediatamente licenziati.

Per esempio, in una lettera del 1952 al vescovo Robert Dwyer di Reno, Fitzgerald scrisse:
Io stesso sarei incline a favorire la laicizzazione per ogni sacerdote, su prove oggettive, per potenziare la virtù del giovane, essendo il mio argomento, da questo punto in poi la carità verso il Corpo Mistico dovrebbe avere la precedenza sulla carità verso l'individuo, [. ..] Inoltre, nella pratica, le conversioni reali saranno estremamente rare [...] Quindi, lasciarli in servizio o girovagare da diocesi a diocesi sta contribuendo allo scandalo o almeno al rischio approssimativo di scandalo.

Nel 1957 Fitzgerald scrisse al vescovo di Manchester, nel New Hampshire:
In una lettera scritta nel 1957 all'arcivescovo Byrne, suo sponsor ecclesiastico e co-fondatore della congregazione dei Servi del Paraclito, Fitzgerald scrisse condannando i sacerdoti che abusavano dei bambini e suggerendo di venissero esiliati su un'isola.
Nell'aprile del 1962 Fitzgerald preparò un rapporto su richiesta della Congregazione del Sant'Uffizio in cui discusse i vari tipi di problemi sessuali dei preti, compreso l'abuso sessuale sui minori.
Nell'aprile del 1962 Fitzgerald scrisse una risposta di cinque pagine a un quesito della Congregazione del Santo Ufficio del Vaticano su "l'enorme problema presentato dal sacerdote che per mancanza di autodisciplina sacerdotale è diventato un problema per la Chiesa Madre". Una delle sue raccomandazioni riguardava "un insegnamento più distinto negli ultimi anni del seminario della pesante pena implicata nel inquinare l'innocenza (o anche la non-innocenza) dei piccoli". Riguardo ai sacerdoti che sono "caduti in ripetuti peccati ... e soprattutto l'abuso dei bambini, sentiamo fortemente che a tali sfortunati sacerdoti dovrebbe essere data l'alternativa di una vita in pensione all'interno della protezione delle mura del monastero o la laicizzazione completa".
Nell'agosto dell'anno successivo incontrò il neoeletto papa Paolo VI per informarlo sul suo lavoro e sui problemi che percepiva nel sacerdozio. La sua lettera di follow-up conteneva questa valutazione: "Personalmente non sono ottimista per il ritorno dei sacerdoti in servizio attivo che sono stati dipendenti da pratiche anormali, in particolare i peccati con i giovani, ma i bisogni della chiesa devono essere presi in considerazione e una riattivazione di sacerdoti apparentemente recuperati in questo campo può essere presa in considerazione, ma è raccomandata solo se sono possibili un'attenta guida e supervisione, laddove vi è un'indicazione di incorruttibilità, a causa dello straordinario scandalo, raccomanderei seriamente la laicizzazione totale".
I documenti di Fitzgerald sono stati aperti da un giudice nel New Mexico nel 2007 e sono stati autenticati in deposizioni con i successori di Fitzgerald, ha detto Helen Zukin, un avvocato con Kiesel, Boucher & Larson, una società di Los Angeles.

#### Valutazione
Msgr. Stephen J. Rossetti, presidente e CEO del St. Luke Institute, una struttura che tratta i preti problematici, ritiene che Fitzgerald sia stato ignorato perché era una voce solitaria che parlava di una reazione emotiva all'abuso, non di informazioni scientificamente valide. Il padre domenicano Thomas Doyle, d'altra parte, è stato a lungo critico della gestione della crisi da parte della chiesa, ha detto che Fitzgerald è stato ignorato perché i vescovi preferivano non affrontare il problema.
Secondo le statistiche di St. Luke Rossetti ha detto che dal 1985 al 2008 un totale di 365 sacerdoti hanno subito un trattamento per abusi sessuali su minori presso la struttura, e 22 di loro, o il 6 per cento, hanno recidivato, ha detto.
"Penso che il problema sia se prendi le affermazioni di padre Fitzgerald come affermazioni di ricerca in qualche modo intellettualmente valide, non lo sono. Sono dichiarazioni emotive e non scientificamente fatte."
Padre Doyle ha detto che i documenti mostrano che i vescovi sono stati avvisati "cinquant'anni fa che questo è un problema molto serio". Ha detto che l'unica ragione per cui hanno agito nel 2002 "è perché sono stati costretti a prendere provvedimenti a causa dell'oltraggio pubblico - dei media e dei tribunali. Se quelle cose non fossero entrate in gioco non sarebbe successo nulla".

### Piano per un ritiro su un'isola
Fitzgerald sviluppò una visione per un ritiro su un'isola remota nei Caraibi (isola di Carriacou) in cui avrebbe ospitato sacerdoti sequestrati che erano predatori sessuali per il resto della loro vita. Le sue motivazioni erano il desiderio di salvare la chiesa dallo scandalo e di salvare i laici dalla vittimizzazione. Nel 1957 Fitzgerald menzionò questa idea in una lettera all'Arcivescovo Byrne, suo sponsor ecclesiastico e co-fondatore della congregazione dei Servi del Paraclito:
Posso pregare Vostra Eccellenza di concordare e approvare quella che considero una decisione molto vitale da parte nostra, che non offriremo ospitalità a uomini che hanno sedotto o tentato di sedurre bambini e bambine. Questi uomini, Vostra Eccellenza, sono diavoli e l'ira di Dio è su di loro e se fossi un vescovo tremerei quando non li denuncio a Roma per la laicità involontaria ... È per questa classe di serpenti a sonagli che ho sempre desiderato un'isola per il loro ritiro - ma anche un'isola è troppo buona per queste vipere di cui disse il maestro gentile - era meglio che non fossero nate - questo è un modo indiretto di dire dannazione, vero? Quando vedrò il Santo Padre (cioè il Papa) parlerò di questa classe a Sua Santità.

Nel 1965 Fitzgerald mise un deposito di 5 000 dollari su un'isola a Barbados, vicino a Cardiaco, nei Caraibi, che aveva un prezzo di acquisto totale di 50.000 dollari. Tuttavia, essendo morto Byrne nel 1963, Fitzgerald scoprì che il successore di Byrne, James Peter Davis, era contrario al progetto. Fitzgerald è stato costretto a vendere l'isola e ad abbandonare la sua lungimirante visione per l'isolamento dei preti criminali.

### Morte e cremazione
Fitzgerald è sepolto nel cimitero della resurrezione dei Servi del Paraclito a Jemez Springs, nel Nuovo Messico.

Nel 2009 le sue lettere scritte ai superiori vennero rese pubbliche. Grazie a quegli scritti si apprese che negli anni cinquanta e sessanta egli chiese ai vescovi statunitensi e al Vaticano di non riassegnare alle parrocchie quei sacerdoti rei di avere commesso abusi sessuali. A tal proposito sostenne che tali sacerdoti non erano più meritevoli di fiducia e rappresentavano un rischio se rimessi nelle condizioni di commettere ulteriori crimini sessuali, e quindi di macchiare ulteriormente la reputazione della chiesa. Fitzgerald argomentò così energicamente le sue tesi per ottenere le dimissioni dallo stato clericale di quei sacerdoti, sessualmente pericolosi, che i tribunali con cause pendenti per accertare reati sessuali verso minori ritennero che la gerarchia cattolica doveva ritenersi informata rispetto ai pericoli potenziali derivanti dal permettere a tali sacerdoti di tornare al lavoro parrocchiale, a contatto con i minori.